# Oxford (Wisconsin)
Oxford ist eine Gemeinde (mit dem Status „Village“) im Marquette County im US-amerikanischen Bundesstaat Wisconsin. Im Jahr 2010 hatte Oxford 607 Einwohner.

## Geografie
Oxford liegt im südöstlichen Zentrum Wisconsins am zum Neenah Lake aufgestauten Neenah Creek, der über den Fox River sowie den Lake Winnebago zum Einzugsgebiet des Michigansees gehört.
Die geografischen Koordinaten von Oxford sind 43°46′21″ nördlicher Breite und 89°32′43″ westlicher Länge. Das Gemeindegebiet erstreckt sich über eine Fläche von 2,7 km² und ist vollständig von der Town of Oxford umgeben, ohne dieser anzugehören.
Nachbarorte von Oxford sind Westfield (16,7 km nordöstlich), Montello (20,9 km östlich), Packwaukee (10,9 km ostsüdöstlich), Endeavor (14,3 km südöstlich) und Briggsville (17,7 km südlich) und Brooks (10,2 km nordwestlich).
Die nächstgelegenen größeren Städte sind Wausau (149 km nördlich), Appleton (129 km ostnordöstlich), Green Bay am Michigansee (177 km in der gleichen Richtung), Wisconsins größte Stadt Milwaukee (189 km südöstlich), Chicago in Illinois (324 km südsüdöstlich), Wisconsins Hauptstadt Madison (95,4 km südlich), Rockford in Illinois (204 km in der gleichen Richtung) und La Crosse am Mississippi (154 km westlich).

## Verkehr
Der Wisconsin State Highway 82 führt als Hauptstraße in West-Ost-Richtung durch das Stadtgebiet von Oxford. Alle weiteren Straßen sind untergeordnete Landstraßen, teils unbefestigte Fahrwege sowie innerörtliche Verbindungsstraßen.
Durch Oxford verläuft in Nordwest-Südost-Richtung eine Eisenbahnlinie für den Frachtverkehr der Union Pacific Railroad.
Die nächsten Flughäfen sind der Dane County Regional Airport in Madison (90,9 km südlich) und der Milwaukee Mitchell International Airport in Milwaukee (203 km südöstlich).

## Bevölkerung
Nach der Volkszählung im Jahr 2010 lebten in Oxford 607 Menschen in 248 Haushalten. Die Bevölkerungsdichte betrug 224,8 Einwohner pro Quadratkilometer. In den 248 Haushalten lebten statistisch je 2,45 Personen.
Ethnisch betrachtet setzte sich die Bevölkerung zusammen aus 93,9 Prozent Weißen, 0,5 Prozent Afroamerikanern, 0,3 Prozent amerikanischen Ureinwohnern, 1,6 Prozent Asiaten sowie 3,1 Prozent aus anderen ethnischen Gruppen; 0,8 Prozent stammten von zwei oder mehr Ethnien ab. Unabhängig von der ethnischen Zugehörigkeit waren 4,8 Prozent der Bevölkerung spanischer oder lateinamerikanischer Abstammung.
25,4 Prozent der Bevölkerung waren unter 18 Jahre alt, 61,9 Prozent waren zwischen 18 und 64 und 12,7 Prozent waren 65 Jahre oder älter. 50,1 Prozent der Bevölkerung waren weiblich.
Das mittlere jährliche Einkommen eines Haushalts lag bei 49.063 USD. Das Pro-Kopf-Einkommen betrug 20.565 USD. 8,8 Prozent der Einwohner lebten unterhalb der Armutsgrenze.

## Bekannte Bewohner
- Dean Eastman (1940–2018) – Physiker – geboren in Oxford